# Helmut Kahl
Helmuth Kahl (Berlim, 17 de fevereiro de 1901 – 30 de julho de 1992) foi um pentatleta alemão.

## Carreira
Helmuth Kahl representou seu país nos Jogos Olímpicos de 1928 na qual conquistou a medalha de bronze, no individual, em 1924.